# Vojnatina
Vojnatina es un municipio del distrito de Sobrance en la región de Košice, Eslovaquia, con una población estimada a final del año 2024 de 232 habitantes.
Se encuentra ubicado al noreste de la región, en la cuenca hidrográfica del río Bodrog (afluente derecho del Tisza) y cerca de la frontera con la región de Prešov y Ucrania.

## Demografía
| Año        | 1994 | 2004    | 2014    | 2024    |
| ---------- | ---- | ------- | ------- | ------- |
| Población  | 259  | 238     | 246     | 232     |
| Diferencia |      | −8,10 % | +3,36 % | −5,69 % |

| Año        | 2023 | 2024    |
| ---------- | ---- | ------- |
| Población  | 233  | 232     |
| Diferencia |      | −0,42 % |